# کتکوویتسه
کتکوویتسه (به چکی: Ketkovice) یک منطقهٔ مسکونی در جمهوری چک است که در ناحیه برنو-تسوونتری واقع شده‌است. کتکوویتسه ۹٫۵۵ کیلومتر مربع مساحت و ۶۰۹ نفر جمعیت دارد و ۴۳۳ متر بالاتر از سطح دریا واقع شده‌است.